# Rhaphidophora formosana
Rhaphidophora formosana är en kallaväxtart som beskrevs av Adolf Engler. Rhaphidophora formosana ingår i släktet Rhaphidophora och familjen kallaväxter. Inga underarter finns listade.